# Даукаев, Марат Фуатович
 Мара́т Фуа́тович Даука́ев  (р. 12 сентября 1952, Уфа) — артист балета, заслуженный артист РСФСР (1983).

## Биография
Родился в 1952 году в Уфе (ныне Башкортостан). В 1964—1969 годах учился в ЛАХУ имени А. Я. Вагановой с перерывом на некоторое время из-за болезни родителей.
В 1973 году окончил Пермское хореографическое училище (класс Ю. И. Плахта). Во время учебы в училище его выдвигали на стипендию им. В. И. Ленина.
По окончании училища работал солистом БГТОиБ в Уфе, с 1974 года — солист Пермского театра оперы и балета, с 1977 года по 1996 год — солист Мариинского театра (С.-Петербург). 
В 1977 году супружеская пара Ольга Ченчикова и Марат Даукаев вместе пришли работать в театр  по приглашению хореографа Ленинградского академического театра оперы и балета им. С. М. Кирова Олега Виноградова. 
Марат Даукаев много танцевал и с прима-балериной ГАБТ Надеждой Павловой, был ее партнером  на прославившем её II Международном конкурсе артистов балета в Москве. 
Марат Даукаев ушёл со сцены незаметно. После разрыва с Ольгой Ченчиковой он иногда продолжал c ней танцевать, так как ей сложно было найти партнёра. У них был сын, который умер в дошкольном возрасте от порока сердца, когда артисты уже расстались. По окончании карьеры танцовщика Даукаев работал педагогом-репетитором Мариинского театра (1996-1997). 
На Пермской студии телевидения в 1975 году снимался в телефильме «Вступление в балет», где исполнил с Н. Павловой адажио из балета «Спящая красавица». Снимался также в телебалете «Анюта» (1982 г., Ленфильм), исполнив партию Студента, участвовал в телеэкранизации балета «Золушка» (1985). 
В 1995 году артист был приглашен преподавать в Лос-Анджелес, где познакомился со своей будущей женой Памелой.
С 1997 года Даукаев постоянно живёт в США, работает педагогом в собственной балетной школе в Лос-Анджелесе. Там он снялся в сериале "Значит ты умеешь танцевать?".
В 1999 году был назначен балетмейстером Колорадо балета в Центре танца, Денвер, Колорадо. 
С 2007 по 2009 год занимал должность художественного руководителя Кировской академии балета в Вашингтоне, а с 2010 году полностью отдался работе в своей балетной школе в Лос-Анджелесе.

## Репертуар
Даукаев Марат Фуатович, танцовщик лирико-драматического амплуа, исполнял партии на сценах театров:
Башкирский ГАТОБ
- «Шопениана» (дебют, 1973) — Юноша
- «Жизель» А. Адана — Альберт
- «Спящая красавица» П. И. Чайковского — Дезире
- «Лебединое озеро» П. И. Чайковского — Зигфрид
- «Щелкунчик» П. И. Чайковского — Принц
- «Дон Кихот» Л. Ф. Минкуса — Базиль

Пермский ТОБ имени П. И. Чайковского
- «Слуга двух господ» М. И. Чулаки — Флориндо
- «Ромео и Джульетта» С. С. Прокофьева — Ромео
- «Щелкунчик» П. И. Чайковского — Принц
- «Кармен-сюита» — Хозе
- «Коппелия» — Франц
- «Спящая красавица» — Дезире

ЛАТОБ имени С. М. Кирова
- «Жизель» А. Адана — Алберт
- «Дон Кихот» Л. Ф. Минкуса — Базиль
- «Бахчисарайский фонтан» Б. В. Асафьева — Вацлав
- «Легенда о любви» А. Д. Меликова — Ферхад
- «Спящая красавица» П. И. Чайковского — Дезире
- «Медный всадник» — Евгений
- «Баядерка» Л. Ф. Минкуса — Солор
- «Раймонда» А. К. Глазунова — Жан де Бриен
- «Сильфида» — Джеймс
- «Лебединое озеро» П. И. Чайковского — Зигфрид
- «Пахита» Э. Дельдевеза— Солист
- «Корсар» А. Адана — Ленкедем
- «Венецианский карнавал» А. Кампра— Солист
- «Шопениана» — Солист
- «Золушка» С. С. Прокофьева — Принц
- «Пушкин» — А. С. Пушкин
- «Собор Парижской Богоматери» М. Жарра — Клод
- «Спартак» А. И. Хачатуряна— Гармодий

## Балетная школа в США
Балетная школа Марата Даукаева (Marat Daukayev School of Ballet) в Лос-Анджелесе была основана в 2001 году Маратом и Памелой Даукаевыми. Школа обучает молодых людей на основе метода Вагановой, разработанной российской танцовщицей А. Я. Вагановой (1879 —1951). 
Метод сочетает в себе элементы традиционного французского стиля романтической эпохи с силой и виртуозностью итальянской техники. Студенты, которые учатся там балету, приобретают знания, уверенность в себе и любовь к искусству, которые принесут им пользу на протяжении всей жизни. В настоящее время в школе учится более 2000 студентов. На обучение принимают детей возрастом не менее 3-х лет, срок обучения — восемь лет. С 3 до 4 лет разнополые дети учатся вместе, с 5 лет - раздельно. Обучение платное - от 25 долларов в час. Принимают на обучение и взрослых с гибкой системой оплаты. В каждом классе по 15 студентов, родителям разрешается подглядывать за занятиями только в окно и через щелочку в дверях.
Выпускники школы продолжают образование в школе Королевского балета в Лондоне, Академии балета Большого театра, Шведской балетной школе, хореографическом училище Сан-Франциско, балетной школе Питтсбурга и др.
При школе действует театр балета Марата Даукаева, в котором выступают студенты его школы. Каждый год в Рождество театр ставит классический балет «Щелкунчик».

## Награды и звания
- заслуженный артист РСФСР (1983)
- 2-я премия Международного конкурса артистов балета (Варна, Болгария, 1972).
- Государственная премия РСФСР имени М. И. Глинки (1977) — за исполнение партии в балетных спектаклях «Ромео и Джульетта» С. С. Прокофьева, «Слуга двух господ» М. И. Чулаки в Пермском АТОБ имени П. И. Чайковского
- В 2000 году М. Даукаеву присвоено звание «Выдающийся деятель Пермского балета XX столетия» в номинации «Танцовщик».
- В 2016 году международный студенческий танцевальный конкурс Гран-при Молодежь Америки (Youth America Grand Prix) в США присудил Даукаеву звание "Выдающийся педагог".